# Coppa KOVO 2023 (femminile)
La Coppa KOVO 2023, 18ª edizione della coppa di lega sudcoreana femminile di pallavolo, si è svolta dal 29 luglio 2023 al 5 agosto 2023: al torneo hanno partecipato sette squadre di club sudcoreane e una thailandese e la vittoria finale è andata per la sesta volta, la seconda consecutiva, alle GS Caltex Seoul.

## Regolamento

### Formula
La competizione prevede due fasi, quella preliminare e quella finale:
- Nella fase preliminare le sette squadre provenienti dalla V-League e la formazione thailandese del Supreme Chonburi vengono divise in due gironi da quattro squadre, al termine dei quali le prime due classificate di ciascun girone si qualificano alla fase finale;
- Nella fase finale le formazioni qualificate si sfidano in incontri di semifinale e finale in gara unica, con gli accoppiamenti basati sul posizionamento nella fase preliminare.

### Criteri di classifica
L'ordine del posizionamento in classifica è stato definito in base a:
- Numero di partite vinte;
- Ratio dei punti realizzati/subiti;
- Ratio dei set vinti/persi.

## Squadre partecipanti
| Girone A          | Girone B         |
| ----------------- | ---------------- |
| AI Peppers        | GS Caltex Seoul  |
| Hyundai Hillstate | IBK Altos        |
| Korea Expressway  | Pink Spiders     |
| Red Sparks        | Supreme Chonburi |

## Torneo

### Fase a gironi

#### Gruppo A

##### Risultati
| 29 luglio 2023 Park Chung Hee Gymnasium, Gumi Durata: 2h:05 - Spettatori: 2 143 | Korea Expressway  | 3 - 1 | AI Peppers        | 25-17, 21-25, 25-23, 25-22 |
| 29 luglio 2023 Park Chung Hee Gymnasium, Gumi Durata: 1h:37 - Spettatori: 1 734 | Hyundai Hillstate | 3 - 0 | Red Sparks        | 25-22, 30-28, 25-19        |
| 31 luglio 2023 Park Chung Hee Gymnasium, Gumi Durata: 1h:22 - Spettatori: 1 514 | AI Peppers        | 0 - 3 | Hyundai Hillstate | 21-25, 16-25, 19-25        |
| 31 luglio 2023 Park Chung Hee Gymnasium, Gumi Durata: 1h:24 - Spettatori: 1 178 | Red Sparks        | 3 - 0 | Korea Expressway  | 25-14, 25-14, 27-25        |
| 2 agosto 2023 Park Chung Hee Gymnasium, Gumi Durata: 1h:37 - Spettatori: 1 181  | AI Peppers        | 1 - 3 | Red Sparks        | 25-14, 10-25, 18-25, 19-25 |
| 2 agosto 2023 Park Chung Hee Gymnasium, Gumi Durata: 1h:51 - Spettatori: 1 328  | Korea Expressway  | 1 - 3 | Hyundai Hillstate | 22-25, 17-25, 25-15, 19-25 |

##### Classifica
| Pos. | Squadra           | G | V | P | SV | SP | Ratio | PF  | PS  | Ratio |
| ---- | ----------------- | - | - | - | -- | -- | ----- | --- | --- | ----- |
| 1    | Hyundai Hillstate | 3 | 3 | 0 | 9  | 1  | 9,000 | 245 | 208 | 1,178 |
| 2    | Red Sparks        | 3 | 2 | 1 | 6  | 4  | 1,500 | 235 | 205 | 1,146 |
| 3    | Korea Expressway  | 3 | 1 | 2 | 4  | 7  | 0,571 | 232 | 254 | 0,913 |
| 4    | AI Peppers        | 3 | 0 | 3 | 2  | 9  | 0,222 | 215 | 260 | 0,827 |

      Qualificata in semifinale.

#### Gruppo B

##### Risultati
| 30 luglio 2023 Park Chung Hee Gymnasium, Gumi Durata: 1h:19 - Spettatori: 1 111 | GS Caltex Seoul  | 3 - 0 | Supreme Chonburi | 25-22, 25-22, 25-18              |
| 30 luglio 2023 Park Chung Hee Gymnasium, Gumi Durata: 1h:24 - Spettatori: 3 200 | Pink Spiders     | 0 - 3 | IBK Altos        | 16-25, 21-25, 15-25              |
| 1º agosto 2023 Park Chung Hee Gymnasium, Gumi Durata: 1h:21 - Spettatori: 1 576 | IBK Altos        | 3 - 0 | GS Caltex Seoul  | 25-18, 25-19, 25-17              |
| 1º agosto 2023 Park Chung Hee Gymnasium, Gumi Durata: 1h:17 - Spettatori: 1 508 | Supreme Chonburi | 0 - 3 | Pink Spiders     | 20-25, 19-25, 10-25              |
| 3 agosto 2023 Park Chung Hee Gymnasium, Gumi Durata: 1h:22 - Spettatori: 2 223  | Pink Spiders     | 0 - 3 | GS Caltex Seoul  | 19-25, 19-25, 17-25              |
| 3 agosto 2023 Park Chung Hee Gymnasium, Gumi Durata: 2h:02 - Spettatori: 555    | IBK Altos        | 2 - 3 | Supreme Chonburi | 23-25, 27-25, 14-25, 25-18, 8-15 |

##### Classifica
| Pos. | Squadra          | G | V | P | SV | SP | Ratio | PF  | PS  | Ratio |
| ---- | ---------------- | - | - | - | -- | -- | ----- | --- | --- | ----- |
| 1    | IBK Altos        | 3 | 2 | 1 | 8  | 3  | 2,667 | 247 | 214 | 1,415 |
| 2    | GS Caltex Seoul  | 3 | 2 | 1 | 6  | 3  | 2,000 | 204 | 192 | 1,063 |
| 3    | Pink Spiders     | 3 | 1 | 2 | 3  | 6  | 0,500 | 182 | 199 | 0,915 |
| 4    | Supreme Chonburi | 3 | 1 | 2 | 3  | 8  | 0,375 | 219 | 247 | 0,740 |

      Qualificata in semifinale.

### Fase finale
|  | Semifinali        | Semifinali |           |                 | Finale | Finale |  |
|  |                   |            |           |                 |        |        |  |
|  | Hyundai Hillstate | 1          |           |                 |        |        |  |
|  | Hyundai Hillstate | 1          |           |                 |        |        |  |
|  | GS Caltex Seoul   | 3          |           |                 |        |        |  |
|  | GS Caltex Seoul   | 3          |           | GS Caltex Seoul | 3      |        |  |
|  |                   |            |           | GS Caltex Seoul | 3      |        |  |
|  |                   |            | IBK Altos | 1               |        |        |  |
|  | IBK Altos         | 3          | IBK Altos | 1               |        |        |  |
|  | IBK Altos         | 3          |           |                 |        |        |  |
|  | Red Sparks        | 1          |           |                 |        |        |  |

#### Semifinali
| 4 agosto 2023 Park Chung Hee Gymnasium, Gumi Durata: 1h:50 - Spettatori: 1 295 | Hyundai Hillstate | 1 - 3 | GS Caltex Seoul | 25-23, 23-25, 17-25, 20-25 |
| 4 agosto 2023 Park Chung Hee Gymnasium, Gumi Durata: 1h:50 - Spettatori: 1 104 | IBK Altos         | 3 - 1 | Red Sparks      | 19-25, 25-19, 25-18, 25-19 |

#### Finale
| 5 agosto 2023 Park Chung Hee Gymnasium, Gumi Durata: 1h:59 - Spettatori: 2 679 | GS Caltex Seoul | 3 - 1 | IBK Altos | 26-28, 25-23, 25-13, 25-21 |

## Premi individuali
| Premio                 | Giocatore    | Squadra         |
| ---------------------- | ------------ | --------------- |
| MVP                    | Kang So-hwi  | GS Caltex Seoul |
| Most Impressive Player | Pyo Seung-ju | IBK Altos       |
| Rising star            | Kim Ji-won   | GS Caltex Seoul |